# Hippolüté

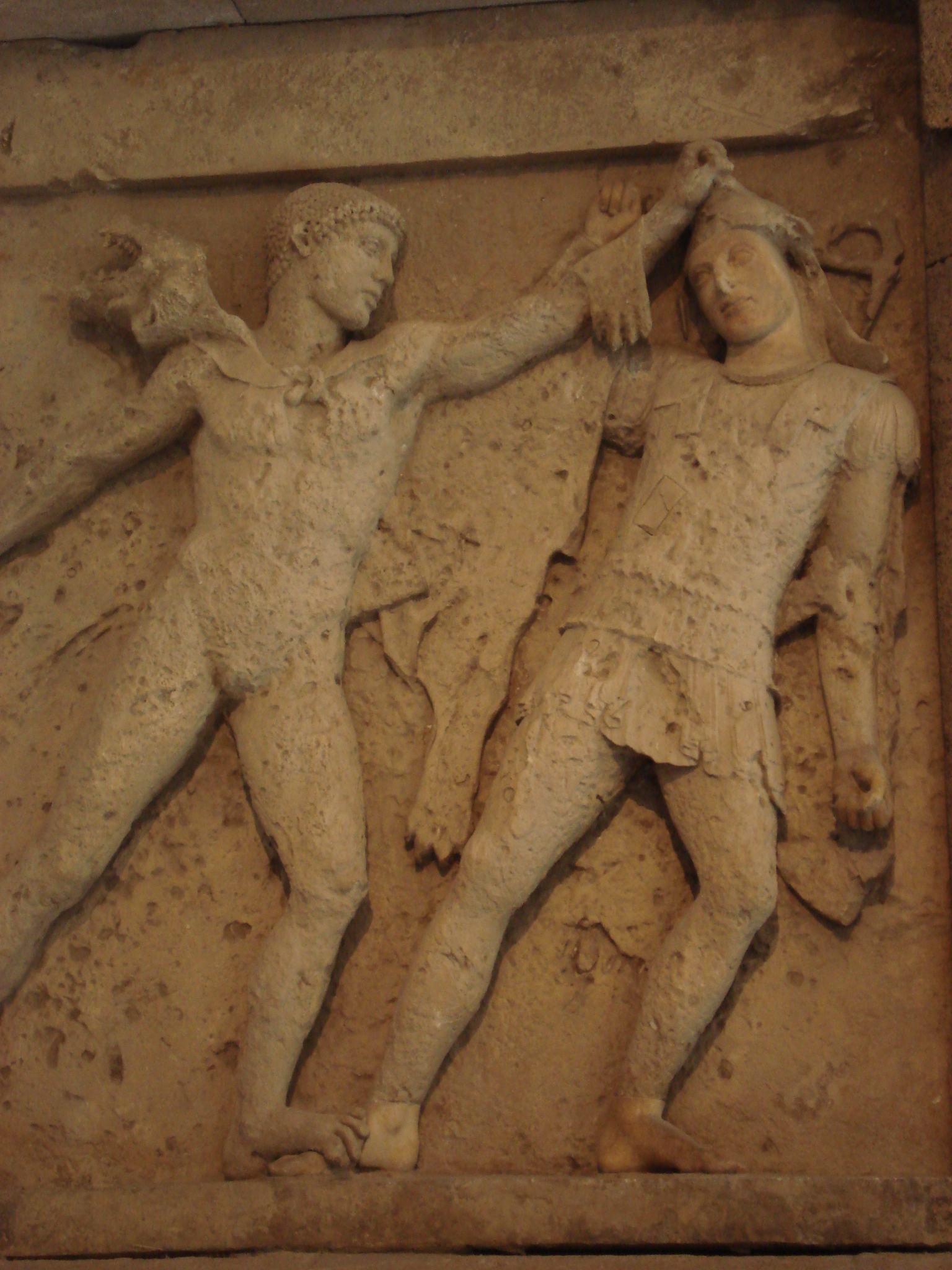
Héraklész egy amazónnal harcol, körülbelül i. e. 450, (Palermói múzeum)

Hippolüté (görög betűkkel Ἱππολύτη) a görög mitológiában az amazonok hercegnője, Arész és Otréré leánya, testvérei Pentheszileia királynő, Antiopé és Melanippé. Birtokában volt apja bűvös hatalmú aranyöve. Ezt akarta Eurüsztheusz leánya, Admété magának megszerezni, ezért Héraklész kilencedik feladata ennek az övnek a megszerzése volt. Amikor Héraklész kikötött az amazonok kikötőjében, Hüppolüté személyesen kereste meg az idegenek hajóját, hogy megtudja kik ők és mit akarnak. A hercegnő kész lett volna odaajándékozni Héraklésznak az övet, de Héra egy amazon alakját öltve a parton álhírekkel a hős és társai ellen uszította az amazónokat. Azt híresztelte, hogy Héraklész Hippolüté elrablása miatt érkezett, mire az amazonok megtámadták a hajót. A kibontakozó csatában Hippolüté elesett, talán Héraklész ölte meg, árulással gyanúsítva őt.
A monda egy változata szerint Hippolüté nem halt meg ebben a harcban, hanem utóbb, amikor Thészeusz viselt háborút az amazónok ellen, annak fogságába esett. A király hazavitte Hippolütét Athénba, feleségül vette, s tőle született balsorsú fia, Hippolütosz. Később férje eltaszította és Phaidrát vette feleségül. Egyes szerzők szerint a lakodalomra berontott a bosszúszomjas Hippolüté egy sereg amazón élén, de leverték őket, s maga Hippolüté is elesett; mások úgy tudják, hogy nem itt, hanem egy vadászaton lelte halálát nővérének, Pentheszileia királynőnek eltévedt nyílvesszejétől. A monda egyes változataiban Antiopé néven szerepel.
Legnevesebb irodalmi szerepét Shakespeare Szentivánéji álom című vígjátékában játssza (Hippolyta): Thészeusszal készülő királyi menyegzője adja a keretet a nyári éjszaka bolondos és varázsos eseményeihez.